# تنعيم الشعر

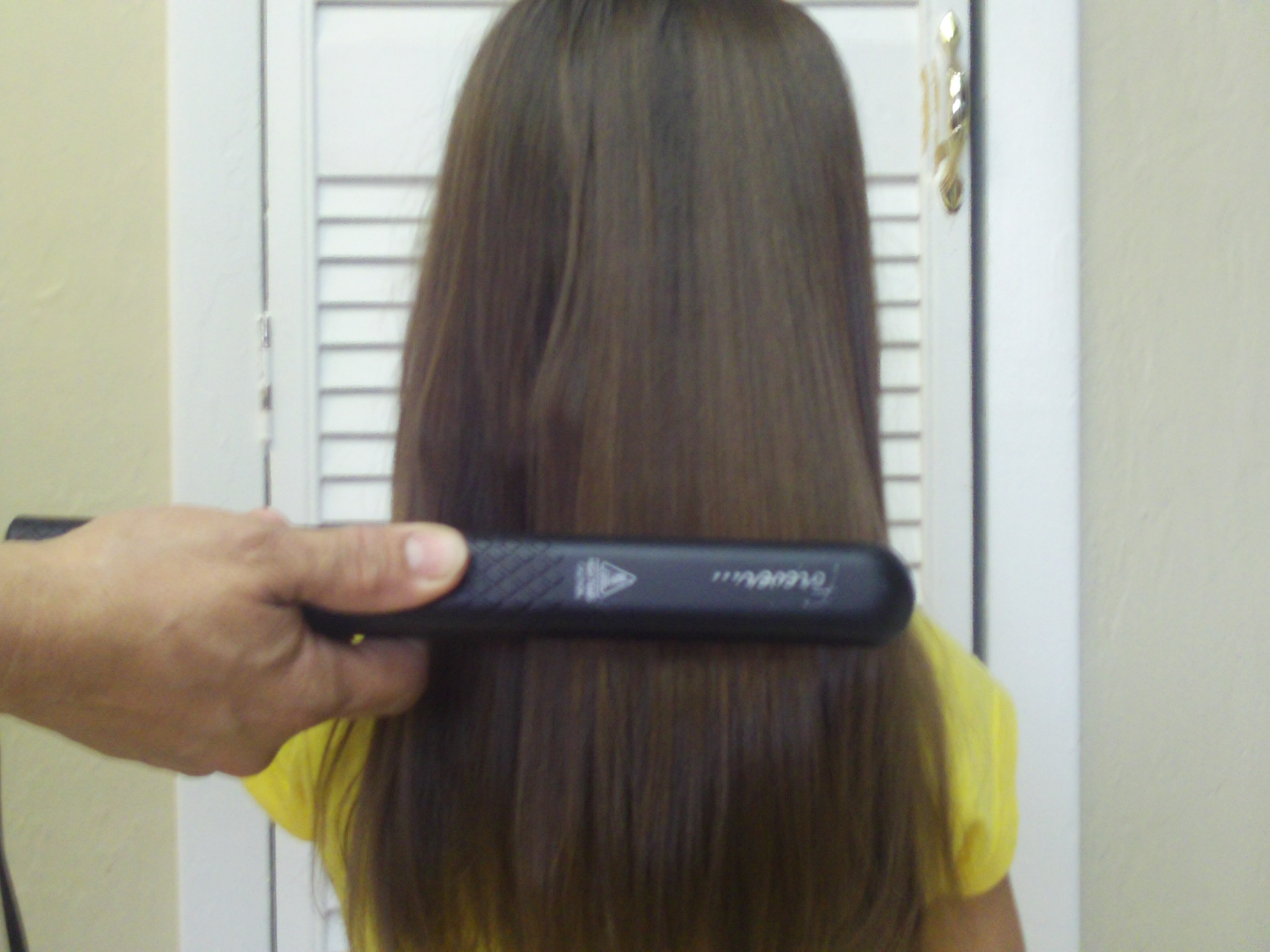
طرق لتنعيم الشعر

تمليس أو تنعيم الشعر هي تقنية تصفيف الشعر مستخدمة منذ تسعينيات القرن التاسع عشر تتضمن تسطيح وتمليس الشعر لمنحه مظهرًا ناعمًا وانسيابيًا وأملسًا. أصبحت شائعة جدًا خلال الخمسينيات من القرن الماضي بين الذكور والإناث السود من جميع الأجناس. يتم إنجازه باستخدام مكواة شعر أو مشط ساخن ، أو مرخيات كيميائية، أو تمليس شعر ياباني، تمليس شعر برازيلي، أو مجموعة أسطوانية / مجفف شعر. بالإضافة إلى ذلك ، يمكن أن تساعد بعض أنواع الشامبو والبلسم وهلام الشعر في جعل الشعر مفرودًا بشكل مؤقت.
غالبًا ما تسمى هذه العملية "rebonding" في بعض البلدان من جنوب شرق آسيا (مثل إندونيسيا وسنغافورة وماليزيا والفلبين). إذا تم القيام به كثيرًا، يمكن أن تتسبب المكاوي والمواد الكيميائية في إتلاف الشعر. غالبًا ما يؤدي التمليس المفرط إلى تقصف الأطراف. ومع ذلك، يمكن أن تقلل البخاخات الواقية من الحرارة الضرر.

## أساليب

### مؤقت (غير كيميائي)
صممت مكاوي الشعر والأمشاط الساخنة لتعديل شكل/ ملمس الشعر بشكل مؤقت. عادةً ما يتم عكس التأثير المستقيم بفعل العوامل البيئية، وبشكل أساسي ملامسة الماء الناتج عن الغسيل والمطر والرطوبة وما إلى ذلك. وهذا يشمل الماء في منتجات التصفيف مثل المواد الهلامية التي يتم وضعها بعد التمليس، على الرغم من أن الاستخدام الدقيق لمثل هذه المعالجات يمكن أن يؤدي إلى نتائج قابلة للاستخدام ليس كثيرًا يختلف عما إذا كان لدى المستخدم شعر مفرود بشكل طبيعي قبل تطبيق المنتج.
يمكن أن يؤدي الإفراط في استخدام الأدوات الحرارية إلى تغيير بنية الشعر بشكل دائم. يُعرف هذا باسم «التلف الحراري». قد يساعد استخدام البخاخات أو المستحضرات الواقية قبل التصفيف بالحرارة في منع الضرر الناتج عن الحرارة. بمجرد حدوث الضرر، يمكن إخفاءه باستخدام تقنيات تصفيف مختلفة، ولكن لا يمكن عكسه. الطريقة الوحيدة لإصلاح الشعر التالف بالحرارة هي قص الشعر التالف وإعادة نموه.
يمكن استخدام خمس أدوات رئيسية لفرد الشعر دون أي معالجة كيميائية:
- مشط فرد الشعر (يُعرف أيضًا بالمشط الساخن) مع تسخينه على الشعر.[7]
- مكواة الشعر (الحديد المسطح) تستخدم الحرارة مباشرة على الشعر للشعر الأقصر، يتم استخدام مكواة مسطحة بألواح تسخين يتراوح عرضها من 0.5 إلى 1 بوصة. تستخدم مكاوي الشعر العريضة للشعر الطويل.
- مجفف شعر مع مشط مرفق أو فرشاة مستديرة لفرد الشعر. يمكن أن تتسبب الحرارة الزائدة في تلف الشعر، لذا يجب استخدام درجة حرارة منخفضة إلى متوسطة لحمايته وفروة الرأس. يمكن أن تساعد إضافة بعض بلسم الشعر الذي لا يشطف أو يترك على الشعر في ترطيب الشعر أثناء استخدام مجفف الشعر للتسخين.
- يمكن استخدام بكرات الشعر الكبيرة على الشعر الرطب لتمديد الشعر وفرده أثناء تجفيفه. غالبًا ما يتم استخدام بكرات كبيرة قبل التجفيف لتقليل التلف الناتج عن الحرارة.
- فرش تمليس الشعر تعمل بالكهرباء. تنتج الشعيرات حرارة يمتصها الشعر بعد ذلك عن طريق تمشيطه بالفرشاة. يجب أن يتغلغل الشعر بعمق في الفرشاة للحصول على أقصى تأثيرات الواقية من الحرارة.

طريقة التمليس المؤقتة الشائعة هي طريقة الدومنيكان التي نشأت في جمهورية الدومينيكان. انتشرت هذه التقنية إلى الولايات المتحدة حيث شاعها المصممون الدومينيكان. يتيح دومينيكان النفخ أن يتم فرد أنواع الشعر شديدة التعرق والضفيرة بإحكام دون استخدام مواد كيميائية. لقد أصبح شائعًا ، خاصة بين الأمريكيين من أصل أفريقي ، كبديل لفرد الشعر الدائم أو كطريقة لفرد الشعر بين كريمات الفرد.

### دائم (معالجة كيميائية)
تعمل المرخيات والطرق الأخرى على تغيير بنية الشعر بشكل دائم ، على الرغم من عدم تأثر نمو الشعر الجديد. تم الإبلاغ عن عقار إنترفيرون ألفا على أنه يعمل على تعديل بصيلات الشعر مما يسبب تغيرًا دائمًا في نسيج شعر الشخص.
تستخدم تمليس الشعر الكيميائي مواد كيميائية لكسر روابط ثاني كبريتيد، وتسمى أيضًا رابطة S-S أو جسر ثاني كبريتيد ، في جذع الشعرة.
هناك عدة طرق لفرد الشعر بشكل دائم. الطرق الرئيسية المستخدمة اليوم هي:
- علاج الكيراتين/ البرازيلي:في هذا العلاج يتم إضافة طبقة من الكيراتين إلى الشعر ، تليها مكواة ساخنة. يعتبر علاج الكيراتين آمنًا للشعر لأنه يستخدم البروتين الطبيعي الموجود في خصلات الشعر وهو مناسب لمعظم حالات الشعر. يعمل العلاج على تنعيم الشعر وتقليل التجعد وإضفاء اللمعان. تدوم النتائج حوالي 6 أشهر وتعود تدريجيًا إلى الملمس الأصلي.
- التجديد الياباني/ الحراري/ yuko / rebonding:علاج بدون طلاء يخفف روابط السيستين في الشعر عن طريق تطبيق مادة كيميائية لمدة 15-20 دقيقة، ثم يتم تطبيق الحرارة لإعادة هيكلة الروابط إلى نوع مستقيم.
- المرخيات/ التمليس الكيميائي: تعمل المرخيات الكيميائية على تكسير روابط ثاني كبريتيد الشعر. تحتوي مرخيات الغسول على هيدروكسيد الصوديوم، بينما تحتوي مرخيات الغسول على هيدروكسيد الكالسيوم ويمكن استخدامها على فروة الرأس الأكثر حساسية.